# Оливейра, Ана Паула
Ана Паула да Силва Оливейра (порт.-браз. Ana Paula da Silva Oliveira; род. 26 мая 1978, Сан-Паулу) — бразильская футбольная судья, фотомодель и телеведущая. Одна из самых известных женщин-футбольных судей Бразилии и всего мира.

## Биография
Родилась в квартале Сан-Мигель-Паулишта. Футболом увлекалась в детстве, параллельно занималась волейболом. С 14 лет помогала своему отцу — футбольному судье, который судил матчи чемпионата Ортоландии: она вела протокол и отмечала произошедшие на поле события. В возрасте 18 лет игроки попросили её отсудить один матч, и Ана сдержала обещание. С этого момента она и начала работать судьёй.

Спустя четыре года [после начала работы] спустя игроки попросили меня, чтобы я отсудила игру. Восприняв это как шутку, я согласилась.
Оригинальный текст (порт.)Quatro anos depois, os jogadores pediam para que eu auxiliasse meu pai. Foi uma brincadeira que acabou dando certo

С 1998 года она числится в официальном списке женщин-судей ФИФА. В 2001 году она впервые судила матч чемпионата серии А, в 2003 году ей доверили обслуживать финал Лиги Паулиста 2003 между клубами «Коринтианс» и «Сан-Паулу» (3:2 в пользу «Коринтианса». В 2005 году она отсудила несколько игр на Кубке Либертадорес, в 2006 году ей даже доверили судить финал Кубка Бразилии. Вместе с тем в 2006 году её стали чаще отстранять от судейства матчей по решению Арбитражного комитета, и в 2007 году она завершила карьеру после того, как не прошла медицинский тест.
В течение своей карьеры она мечтала отсудить матчи на чемпионате мира 2006 года или Олимпийских играх 2008, но в первом случае ей не позволили принять участие законы ФИФА, а во втором случае её дисквалифицировали после ряда скандалов на матчах с её участием.

## Стиль судейства
Ана Паула известна как судья с превосходным зрением и слухом. Очень широкий угол зрения позволяет ей следить за ходом событий на поле и фиксировать малейшие фолы, но она также использует и свой слух: по звуку она прекрасно распознаёт, в какой части поля был удар по мячу или стык. По мнению Аны, чем лучше развит слух, тем меньше судьи вынуждены оборачиваться и следить за мячом.

## Судейские скандалы
В 2006 году в матче «Коринтианс» — «Палмейрас» она по ошибке не засчитала гол «Коринтинианса», что вызвало бурю возмущений, а в другом матче между «Сантосом» и «Сан-Паулу» в 2007 году она не засчитала гол команды «Сан-Паулу» и по ошибке засчитала гол «Сантоса». Но куда больший скандал разразился в полуфинале кубка Бразилии 2007 года: Ана Паула дважды отменила голы «Ботафого» в поединке против «Фигейренсе», что привело к вылету «Ботафого» из Кубка Бразилии. После матча Ану Паулу дисквалифицировали за некомпетентное судейство на три месяца, но даже когда срок дисквалификации окончился, ей и не подумали высылать предложение отсудить хотя бы одну игру.

## Вне футбола
С 2003 года Ана Паула снимается в различных журналах, сотрудничая в том числе и с журналом Playboy. В 2007 году она снялась обнажённой в этом журнале, что вызвало неоднозначную реакцию среди фанатов. Несмотря на то, что среди болельщиков нашлись защитники решения женщины-судьи, Бразильская конфедерация футбола расценила поступок Аны Паулы как аморальный и повторно дисквалифицировала её, но уже на целых 245 дней. Более того, её исключили из судей ФИФА. По признанию главы судейского корпуса Эдсона Резенде, о сотрудничестве Аны Паулы с журналом Хью Хефнера было известно уже давно, и подобная дисквалификация поставила крест на карьере Аны Паулы.
Несмотря на такое отношение, Ана Паула не пожалела о своём решении. Вернуться в футбол ей помешала серьёзная травма большой берцовой кости, и в итоге девушка оставила большой футбол, продолжив работу на телевидении. В 2009 году она приняла участие в реалити-шоу «A Fazenda», а позднее устроилась работать комментатором на телеканал Rede Record. В 2011 году она снова вернулась в шоу «A Fazenda», а с 2012 года работает на телеканале TV Alterosa, дочернем предприятии телеканала SBT.